# Heinz Prokop
Heinz Prokop (* 8. Dezember 1952 in Köthen) ist ein ehemaliger deutscher Handballtrainer und Handballspieler.
Er begann mit dem Handballspiel bei Motor Köthen; bis zu seinem 30. Lebensjahr war er als Spieler aktiv.
Im Alter von 18 Jahren übernahm er erstmals einen Trainerposten und trainierte die E-Jugend in Köthen. Nach dem Ausfall des amtierenden Trainers der ersten Herren-Mannschaft der HG 85 Köthen übernahm Heinz Prokop 1994 das Training dieser Mannschaft, die in der Regionalliga spielte. Nach seiner Entlassung in Köthen übernahm er im Januar 1997 das Training des SV Anhalt Bernburg. Von Juli 1999 bis September 2003 trainierte er wieder die Mannschaft der HG 85 Köthen. Anschließend übernahm er das Traineramt beim SV Concordia Staßfurt, bei dem er drei Jahre blieb und danach bis Oktober 2008 wieder den SV Anhalt Bernburg betreute. Ab 2009 trainierte er erneut die HG 85 Köthen, mit der er 2011 in die Oberliga abstieg; anschließend gab er seinen Trainerposten dort auf.
Sein Sohn Christian Prokop fungiert nach einer Spielerkarriere ebenfalls als Trainer und übernahm 2017 bis Februar 2020 das Amt des Bundestrainers der deutschen Handballnationalmannschaft.